# Gábor Dénes (bibliográfus)
Gábor Dénes (Brassó, 1936. március 17. – Kolozsvár, 2019. december 28.) magyar bibliográfus, kisgrafikai szakíró, Gábor Csilla apja.

## Életpályája
Középiskolát a Magyar Vegyes Líceumban végzett Székelyudvarhelyen (1953), biológia–kémia szakon tanári diplomát szerzett a Bolyai Tudományegyetemen (1958), azóta a kolozsvári Egyetemi Könyvtár munkatársa. A Korunk, Dolgozó Nő, Tanügyi Újság közli írásait, bibliográfiai szakmunkásságát a Revista Bibliotecilor és Könyvtári Szemle, illetve a Művelődés Könyvtár-melléklete hasábjain fejti ki.
Összefoglaló tanulmánya: Kurrens nemzeti bibliográfiák Romániában (Magyar Könyvszemle, Budapest 1966/4). Számos romániai magyar írói életmű könyvészetét állította össze, a Művelődés Könyvtár-mellékletében "Periszkóp" felcímmel állandó rovata volt "bibliofil újrafelfedezések" számára (1977–81), a Móricz Zsigmond közöttünk című gyűjteményes kötet (1979) könyvészeti adalékainak összeállítója.
Az ex libris kisgrafikai művészetének szakértője és népszerűsítője; mint a könyvjegyek gyűjtője is élen jár. Az ex libris múltja, jelene és jövője című írásával (Korunk 1968/6) a két világháború közt kibontakozott, majd hosszú ideig elhanyagolt erdélyi magyar könyvjegyművészetnek új lendületet adott, s a Könyvtári Szemlében bemutatta Gy. Szabó Béla, Debreczeni László, Reschner Gyula könyvjegygrafikáját. Bevezetésével és szerkesztésében jelentek meg Herman Ottó válogatott írásai (Téka 1982).

## Művei
- Színjátszók könyve; vál. Kötő József, Molnos Lajos, Gábor Dénes; Nis, Kolozsvár, 1994 (Erdélyi kiskönyvtár, 5-6.)
- Mítosz és valóság. Gondolatok a Székely himnuszról; Művelődés, Kolozsvár, 2000
- Közművelődés, de minek? Antológia a Művelődés 1995-1998-as évfolyamaiból; szerk. Gábor Dénes, Sütő Ferenc; Művelődés, Kolozsvár, 2003